# Chintila
Chintila, död 639, var kung i västgotiska riket från 636 till 639. 